# パヴロダル

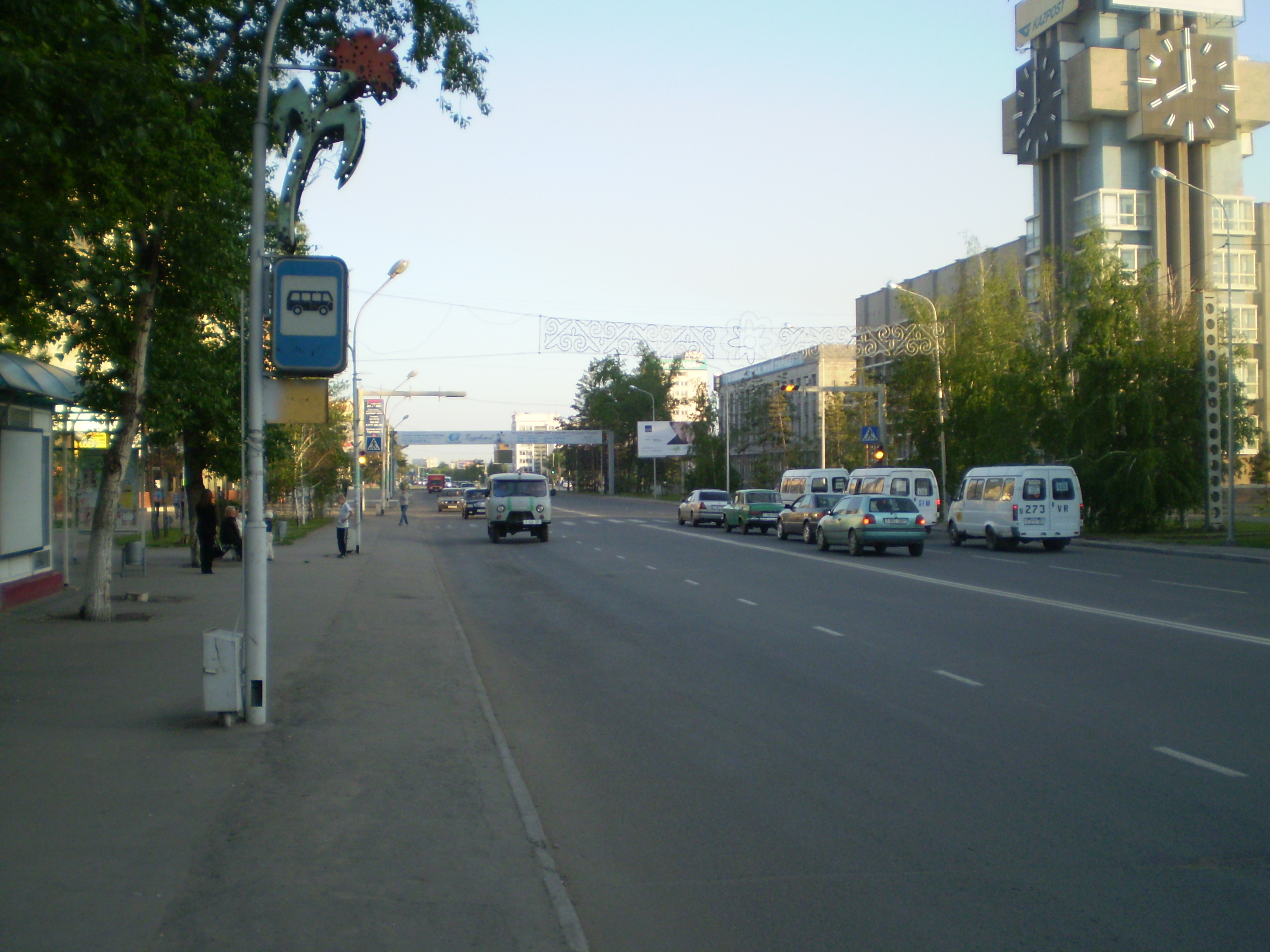
パヴロダル

パヴロダル（カザフ語: Павлодар、ロシア語: Павлодар、英語: Pavlodar）は、カザフスタン共和国北東部パヴロダル州の州都である。エルティシ川に臨む。人口は361,903人。首都アスタナから東北東に400km。ロシア連邦との国境まで100km、オムスクから南東に380km。
1720年、ロシアにより前哨基地として建設された。1861年に市制施行。塩や農産物の取引は盛んだったものの、1897年の人口は約8,000人に過ぎなかった。1960年代半ば以降、石油精製、機械製造、冶金、アルミニウム精錬など工業化が進められ、カザフスタンを代表する工業都市となった。

## 歴史
パヴロダルはカザフスタンの中でも長い歴史を持つ都市の一つである。18世紀初頭のロシアはエルティシ川沿いに前哨基地建設を進めており、1720年、この地にも基地が建設された。近くにあったコリャコフ湖で採掘された塩はロシア全土に運ばれ、軍事基地というよりも交易都市として繁栄することとなった。1770年にこの地を訪れたペーター・ジーモン・パラスは、エルティシ川沿いの他の前哨基地と比べて、この地が賑やかで建物も立派であると評した。
1838年、湖の名ににちなんでコリャコフ村と名付けられた。19世紀半ばには商人階級が生まれたが、その多くはロシア人やタタール人であった。
1861年、市制が敷かれパヴロダル市となった。名称は1860年に生まれたアレクサンドル2世の第6皇子パーヴェル・アレクサンドロヴィチに由来する。
1901年の人口は7,730人（男4,160人、女3,570人）であった。コサック、カザフ人、タタール人と少数の外国人が居住していた。この地のコサックはドン・コサックとは異なり大変平和的で、しかし怠け者でもあったと記されている。
1923年、クルンダ–パヴロダル間に鉄道が開通した。
1936年、ソビエト連邦構成国としてカザフ・ソビエト社会主義共和国が成立。
1938年、パヴロダル州の制定とともに同州の州都となった。
1939年の人口は28,535人であった。
1958年、農業生産の増大に対してレーニン勲章が授与された。

### 1950年代以降の発展
1950年代、アクモリンスク（現・ヌルスルタン）との間に鉄道が開通した。
1955年ごろより工業地域の開発が活発になり、1960年代にはアルミニウム工場、トラクター製造工場、冶金工場の操業が相次いで開始された。ソ連各地から技術者や労働者が移住したため、カザフ人の人口比率は一時10％にまで低下した。
1965年、パヴロダル市電が開通。その後路線の拡大によりカザフスタン最大規模の市電となっている。
1970年代には石油精製工場が操業を開始した。
1950年代初頭に50,000人台だった人口は右肩上がりに増加し、1980年代には30万人台となった。
ソビエト連邦の崩壊を受け、カザフスタンは1991年に独立を宣言した。工業、鉱業、発電などの重要産業を備えていたパヴロダルは、ソ連崩壊の影響をさほど受けることなく発展を続けている。

## 人口
2021年初頭、市の人口は361,903人であった。
民族別ではカザフ人175,628人（48.53%）、ロシア人146,555人（40.49%）、ウクライナ人13,232人（3.65%）、ヴォルガ・ドイツ人7,706人（2.12%）、タタール人7,090人（1.95%）で大部分を占める。ほかにベラルーシ人、イングーシ人、アゼルバイジャン人、モルドバ人、チェチェン人、高麗人、ポーランド人、バシキール人、ブルガリア人、チュヴァシ人が住む。

## 気候
気候区分では湿潤大陸性気候に分類される。パヴロダルはカザフスタンの中でも最も寒い地域に属する。夏期は温暖で乾燥しており過ごしやすい。
| パヴロダルの気候                      | パヴロダルの気候 | パヴロダルの気候 | パヴロダルの気候 | パヴロダルの気候 | パヴロダルの気候 | パヴロダルの気候 | パヴロダルの気候 | パヴロダルの気候 | パヴロダルの気候 | パヴロダルの気候 | パヴロダルの気候 | パヴロダルの気候 | パヴロダルの気候 |
| 月                                    | 1月              | 2月              | 3月              | 4月              | 5月              | 6月              | 7月              | 8月              | 9月              | 10月             | 11月             | 12月             | 年               |
| ------------------------------------- | ---------------- | ---------------- | ---------------- | ---------------- | ---------------- | ---------------- | ---------------- | ---------------- | ---------------- | ---------------- | ---------------- | ---------------- | ---------------- |
| 最高気温記録 °C （°F）                | 4.2 (39.6)       | 5.3 (41.5)       | 24.6 (76.3)      | 33 (91)          | 38 (100)         | 40.8 (105.4)     | 42 (108)         | 40.6 (105.1)     | 36.1 (97)        | 29.2 (84.6)      | 17.9 (64.2)      | 7.2 (45)         | 42 (108)         |
| 平均最高気温 °C （°F）                | −12.8 (9)        | −9.7 (14.5)      | −0.7 (30.7)      | 12.8 (55)        | 20.3 (68.5)      | 25.4 (77.7)      | 26.3 (79.3)      | 24.9 (76.8)      | 18.4 (65.1)      | 8.9 (48)         | −1.7 (28.9)      | −8.8 (16.2)      | 8.6 (47.5)       |
| 日平均気温 °C （°F）                  | −16.1 (3)        | −13.1 (8.4)      | −4.8 (23.4)      | 6.8 (44.2)       | 14.6 (58.3)      | 20.3 (68.5)      | 21.6 (70.9)      | 19.9 (67.8)      | 13.4 (56.1)      | 4.8 (40.6)       | −4.7 (23.5)      | −11.9 (10.6)     | 4.2 (39.6)       |
| 平均最低気温 °C （°F）                | −20.1 (−4.2)     | −17.7 (0.1)      | −9.9 (14.2)      | −0.3 (31.5)      | 7.1 (44.8)       | 14.1 (57.4)      | 15.8 (60.4)      | 13.9 (57)        | 7.9 (46.2)       | 0.7 (33.3)       | −7.8 (18)        | −15.7 (3.7)      | −1.0 (30.2)      |
| 最低気温記録 °C （°F）                | −45.0 (−49)      | −42.8 (−45)      | −37.2 (−35)      | −27.2 (−17)      | −7.2 (19)        | −2.2 (28)        | 4.2 (39.6)       | 0.2 (32.4)       | −9.0 (15.8)      | −21.5 (−6.7)     | −40.0 (−40)      | −45.2 (−49.4)    | −45.2 (−49.4)    |
| 降水量 mm （inch）                    | 15 (0.59)        | 15 (0.59)        | 20 (0.79)        | 21 (0.83)        | 30 (1.18)        | 43 (1.69)        | 64 (2.52)        | 41 (1.61)        | 28 (1.1)         | 26 (1.02)        | 23 (0.91)        | 22 (0.87)        | 318 (12.52)      |
| 平均降水日数                          | 19.2             | 15.5             | 14               | 11               | 12.5             | 12               | 15               | 12               | 11.4             | 13               | 16               | 19.3             | 170.9            |
| 平均降雨日数                          | 0.2              | 0.2              | 1                | 6                | 12               | 12               | 15               | 12               | 11               | 8                | 2                | 0.3              | 79.7             |
| 平均降雪日数                          | 18               | 15               | 11               | 3                | 0.1              | 0                | 0                | 0                | 0.1              | 3                | 12               | 18               | 80.2             |
| % 湿度                                | 79               | 79               | 80               | 62               | 54               | 55               | 60               | 61               | 63               | 71               | 80               | 80               | 68.7             |
| 平均日照時間                          | 3.1              | 3.6              | 5.9              | 10.4             | 12.9             | 13.6             | 12.9             | 11.6             | 9.2              | 6.4              | 4.0              | 3.0              | 8.05             |
| 出典1：Погода и климат                |                  |                  |                  |                  |                  |                  |                  |                  |                  |                  |                  |                  |                  |
| 出典2：CLIMATE-DATA.ORG Weather Spark |                  |                  |                  |                  |                  |                  |                  |                  |                  |                  |                  |                  |                  |

## 経済
工業が主要産業となっており、なかでも製造業、アルミニウム生産、電力、鉱業が盛んである。

### 主要企業
- カザフスタン・アルミニウム（カザフ語版）
- カザフスタン・アルミニウム精錬（ロシア語版）
- カザフスタン石油化学（カザフ語版）
- パヴロダル火力発電所（ロシア語版）

- パヴロダル機械製造工場（カザフ語版）
- パヴロダル石油化学（カザフ語版）
- カウスティック（苛性ソーダ、液体塩素、塩酸、次亜塩素酸ナトリウム）[20]
- パヴロダル・カードボード・ルベロイド（アスファルトフェルト、ファイバーグラス）[21]
- KSP鉄工所（ロシア語版）（パイプライン製造）[22]
- モルコム・パヴロダル（乳製品）[23]

## 交通

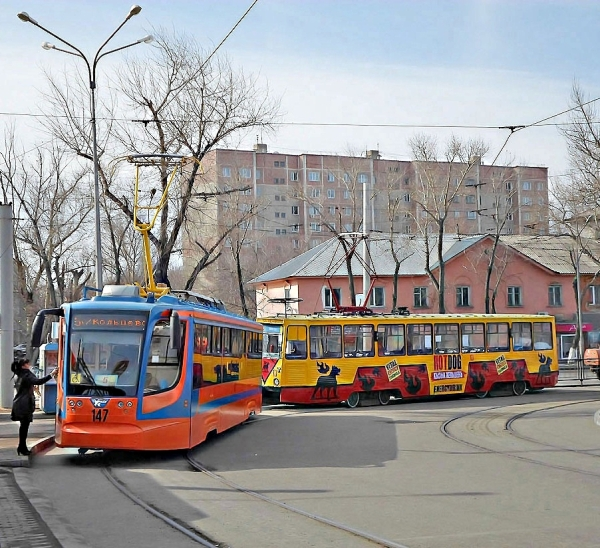
パヴロダル市電

### 市電
1965年にパヴロダル市電が設立された。9本の幹線に合計90km以上の線路が敷かれ、1日に約5万人の乗客を運ぶカザフスタン最大の市電ネットワークである。

### 鉄道
カザフスタン鉄道が乗り入れており、ヌルスルタンやセメイ、オスケメンと結ばれているほか、ロシアへの路線（トムスク方面）も存在する。

### 空路
市の南東部にあるパヴロダル空港では、アルマトイへの直行便を運航している。

### 水運
エルティシ川に面する立地を生かした水運も盛んである。パヴロダル港は1955年に建設され、1980年代にはソ連最大のトランシップ港となった。
2016年には、1基500トンを超える重量の化学リアクター2基が、韓国から北極海航路を経由しオビ川およびエルティシ川を遡航してパヴロダル石油化学工場へと運ばれた。

## 教育

### 大学
- パヴロダル教育大学（カザフ語版、ロシア語版）：1962年創立[30]。
- トライギロフ大学（パヴロダル州立大学）（カザフ語版、ロシア語版）：1960年にパヴロダル産業研究所として設立[31]。1996年にパヴロダル州立大学と改称。2020年、パヴロダル州バヤナウル出身の作家スルタンマハムト・トライギロフ（カザフ語版、ロシア語版）を記念し改称された。
- ユーラシア革新大学（英語版）：1991年創立の私立大学[32]。

## スポーツ

### プロスポーツクラブ
- FCイルティシュ・パヴロダル：カザフスタン・プレミアリーグに属するサッカーチーム。5回のリーグ優勝を誇る[33]。

- イルティシュ・パヴロダル（ロシア語版、英語版）：アイスホッケーチーム

## 見どころ
- マシュフル・ジュスパ・モスク（カザフ語版、ロシア語版）
- エルティシ川
- パヴロダル地方歴史・郷土博物館[34]
- レコード博物館（ロシア語版）[35]

## 友好姉妹都市
- ブィドゴシュチュ、ポーランド
- オムスク、ロシア[36]
- トムスク、ロシア
- ノヴォシビルスク、ロシア[37]
- デニズリ、トルコ
- カイセリ、トルコ[38]
- クロピヴニツキー、ウクライナ

## 出身者
- ダニヤル・アフメトフ：カザフスタン第6代首相、元・国防相、現・東カザフスタン州知事[39]。
- ロマン・スクリャール（カザフ語版、ロシア語版）：カザフスタン第一副首相、元・産業インフラ開発相[40]。
- リュドミラ・プロカシェワ（カザフ語版、ロシア語版）：スピードスケート選手。1998年長野オリンピック5000メートル銅メダル[41]。
- マクシム・クズネツォフ（ロシア語版、英語版）：アイスホッケー選手。1995年のNHLドラフトで1巡指名された[42]。
- マリヤ・アガポワ（英語版）：総合格闘技選手。インヴィクタFC、UFCなどで活躍[43]。

## ギャラリー

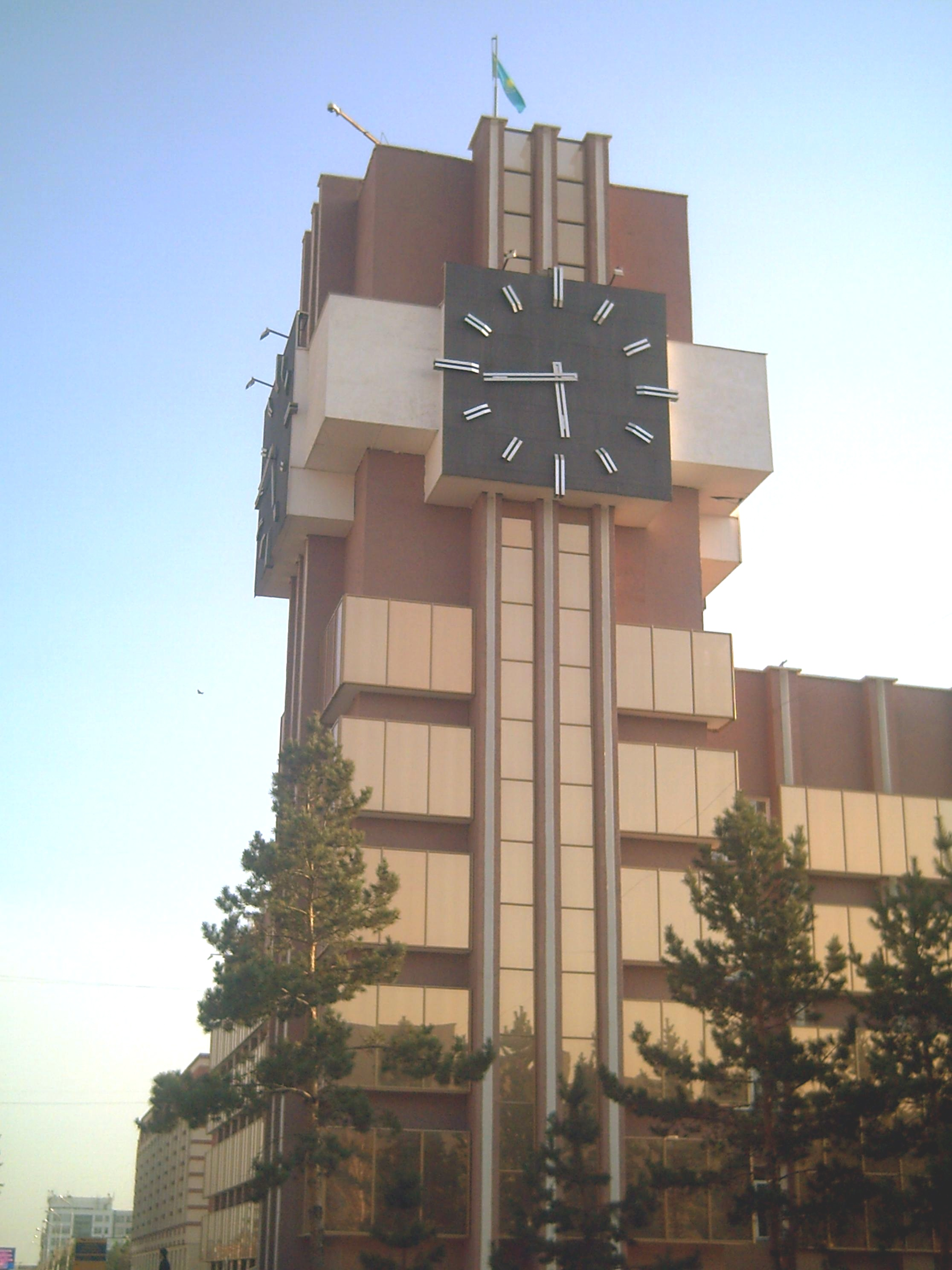
中央郵便局の時計台
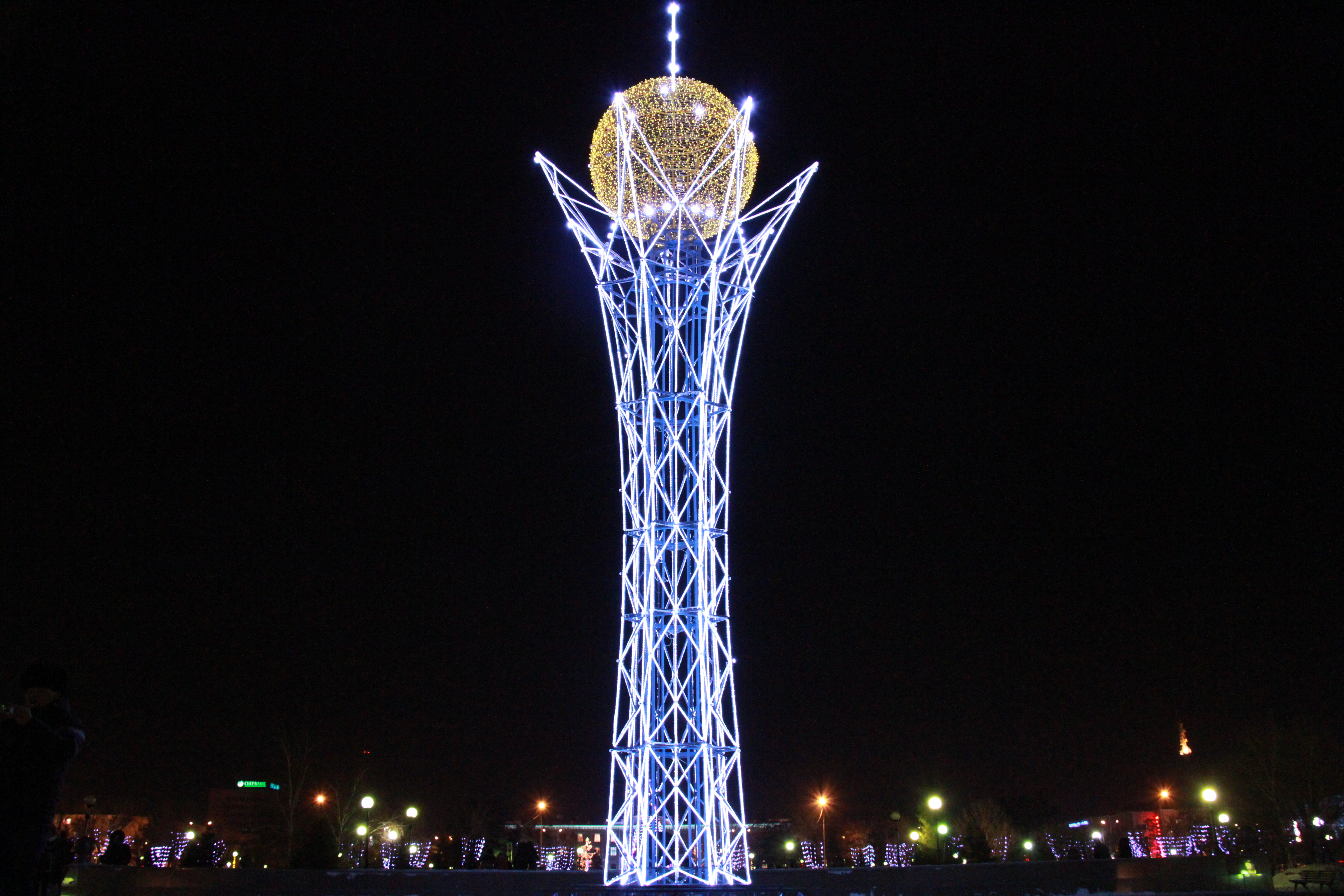
展望塔
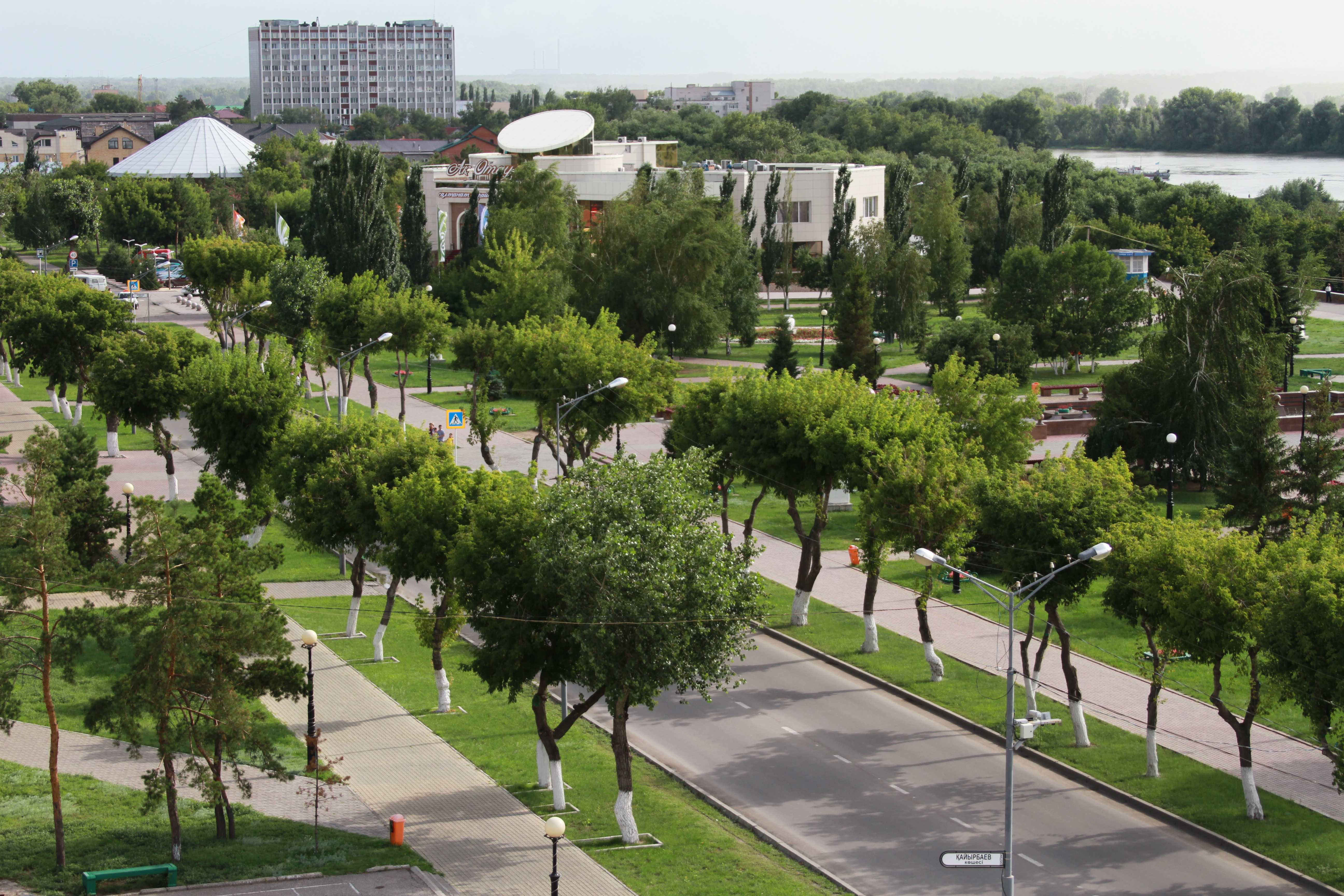
堤防公園
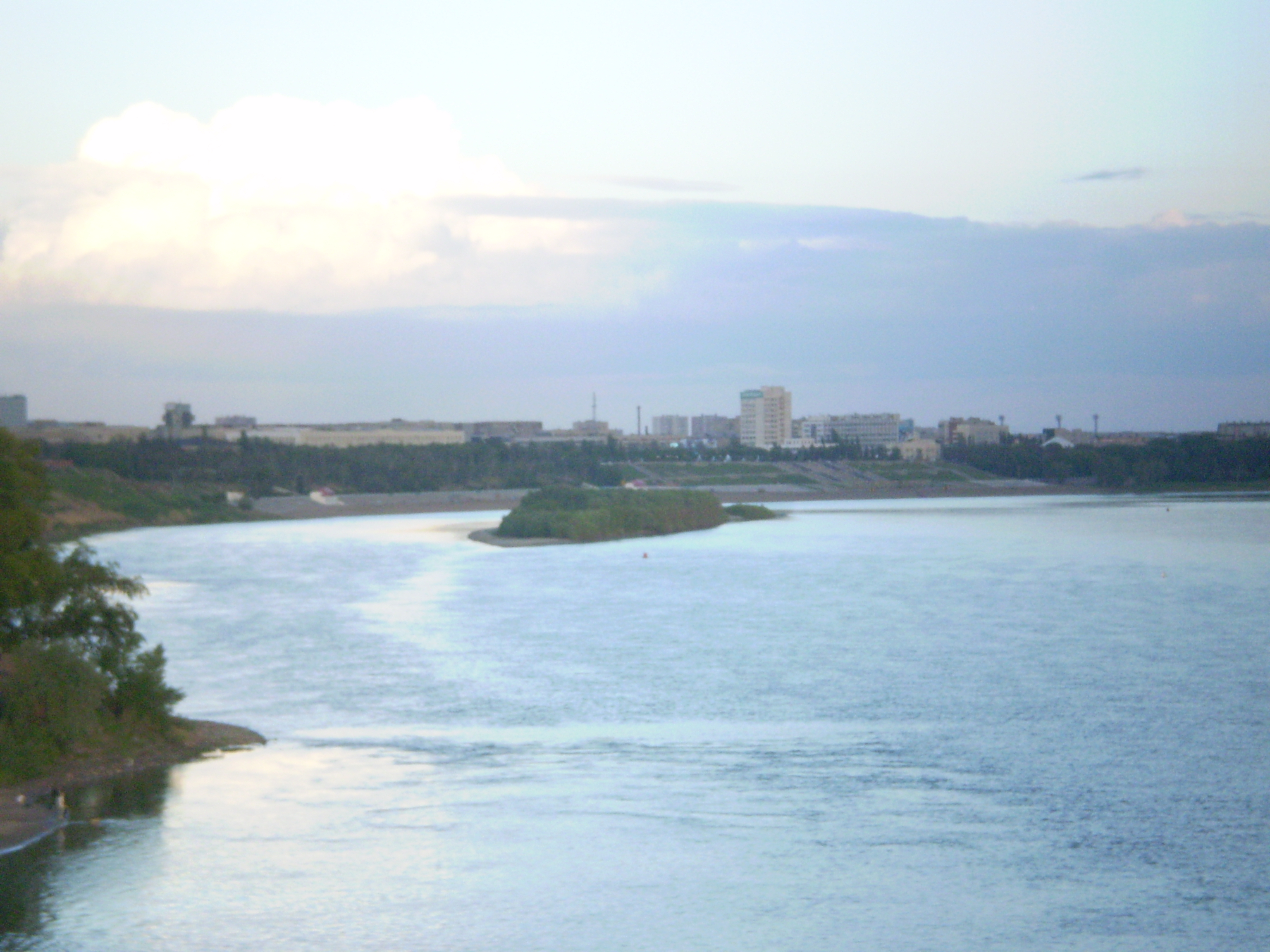
エルティシ川
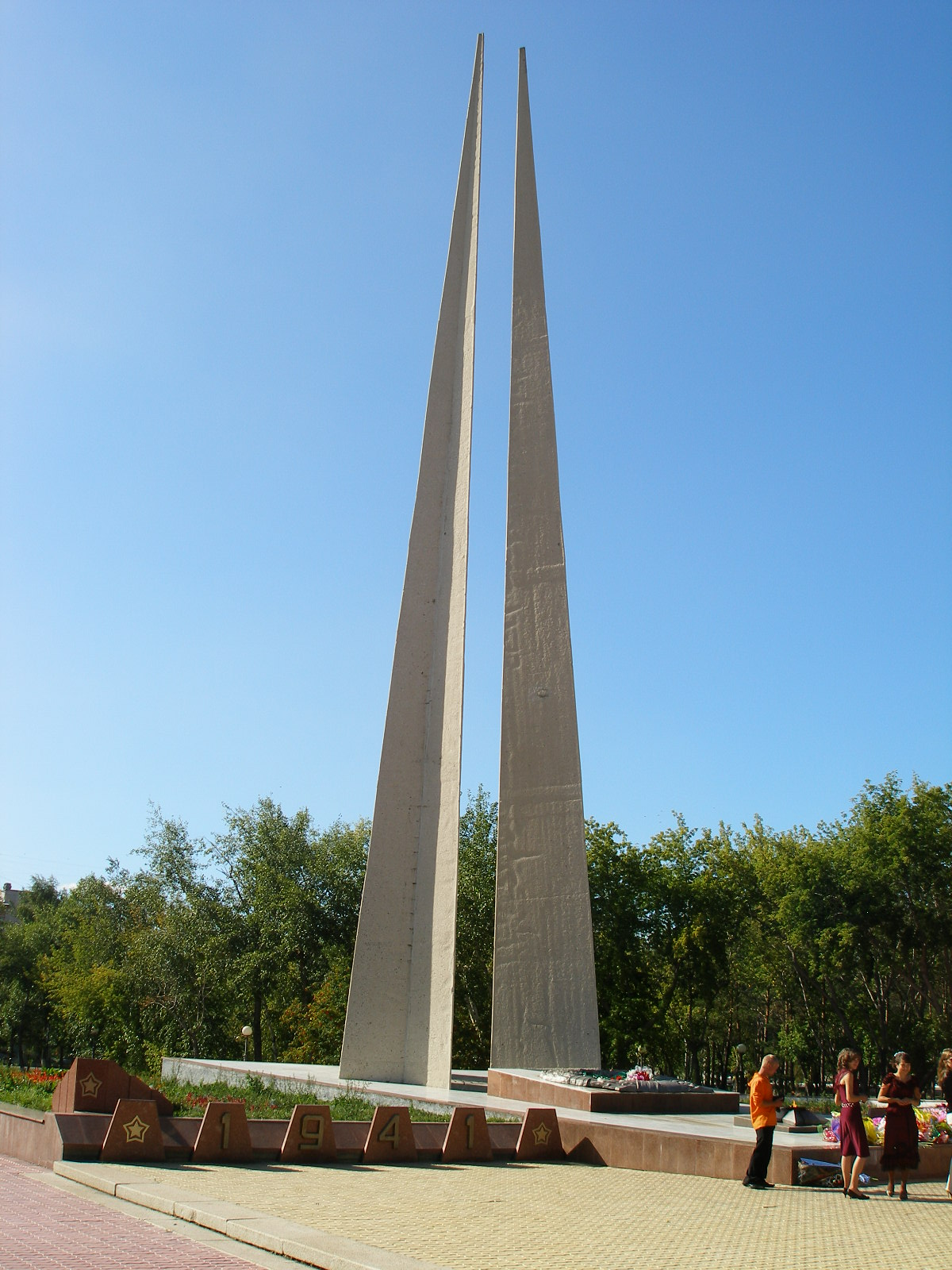
栄光のオベリスク
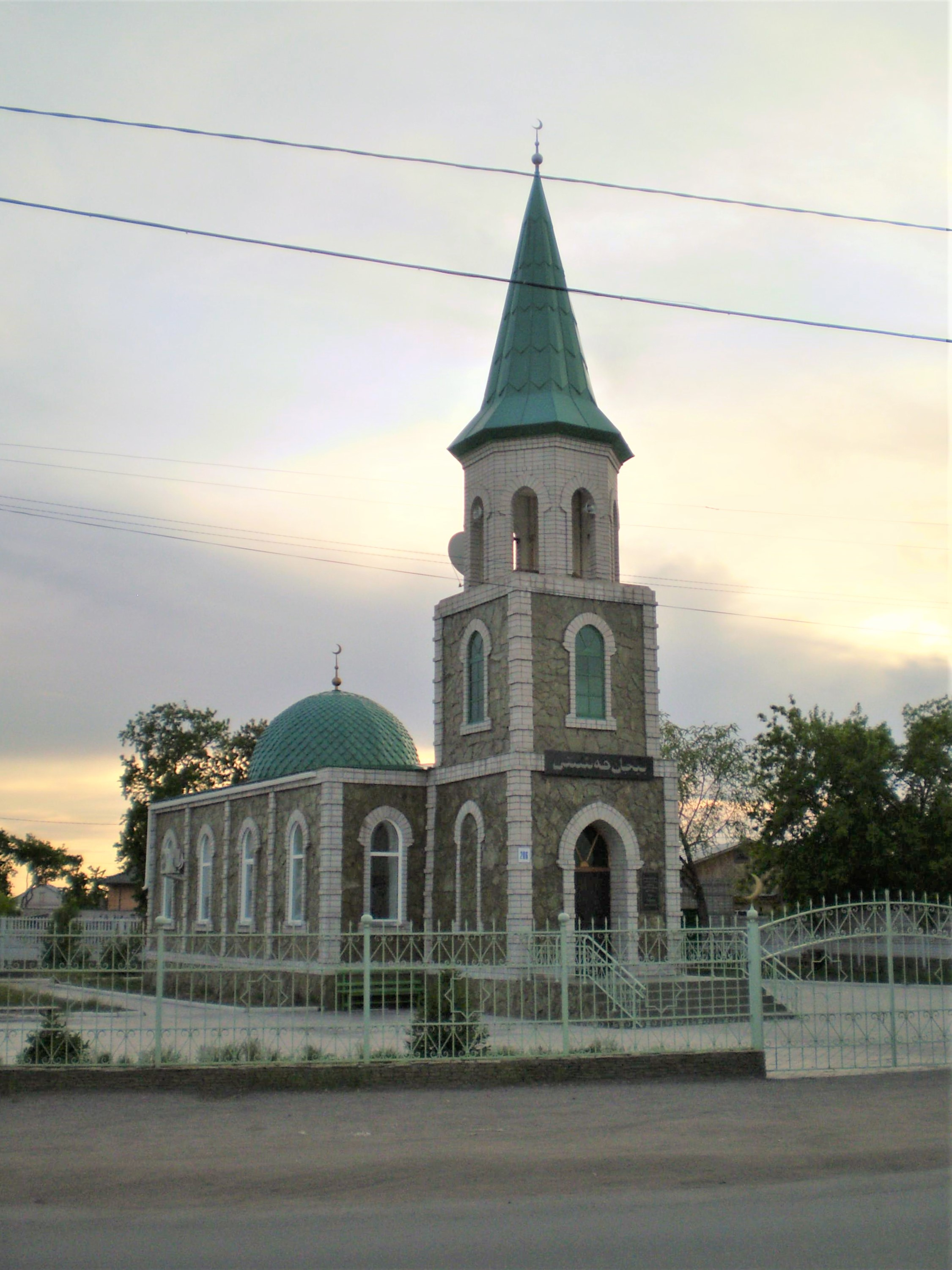
モスク
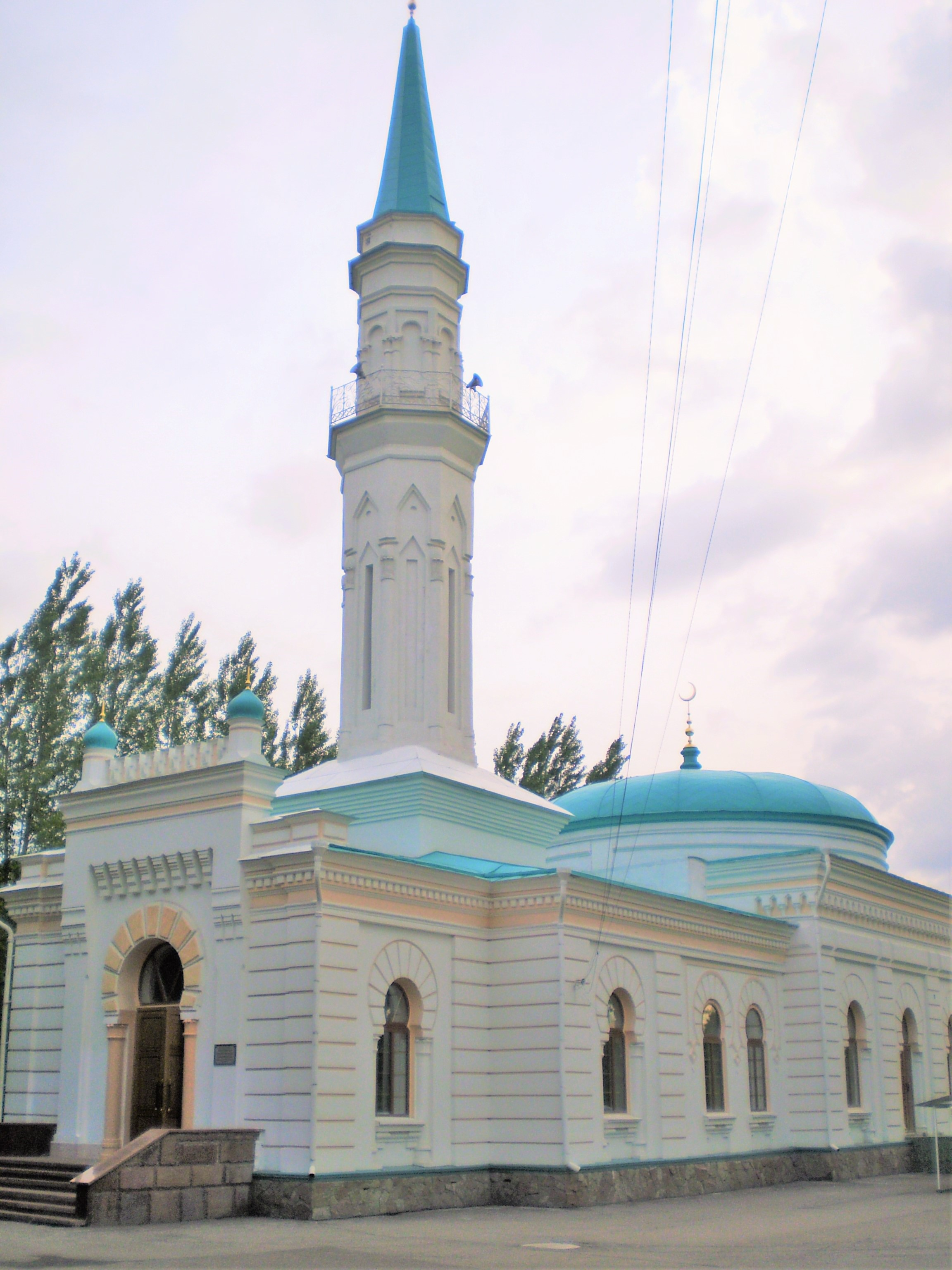
モスク
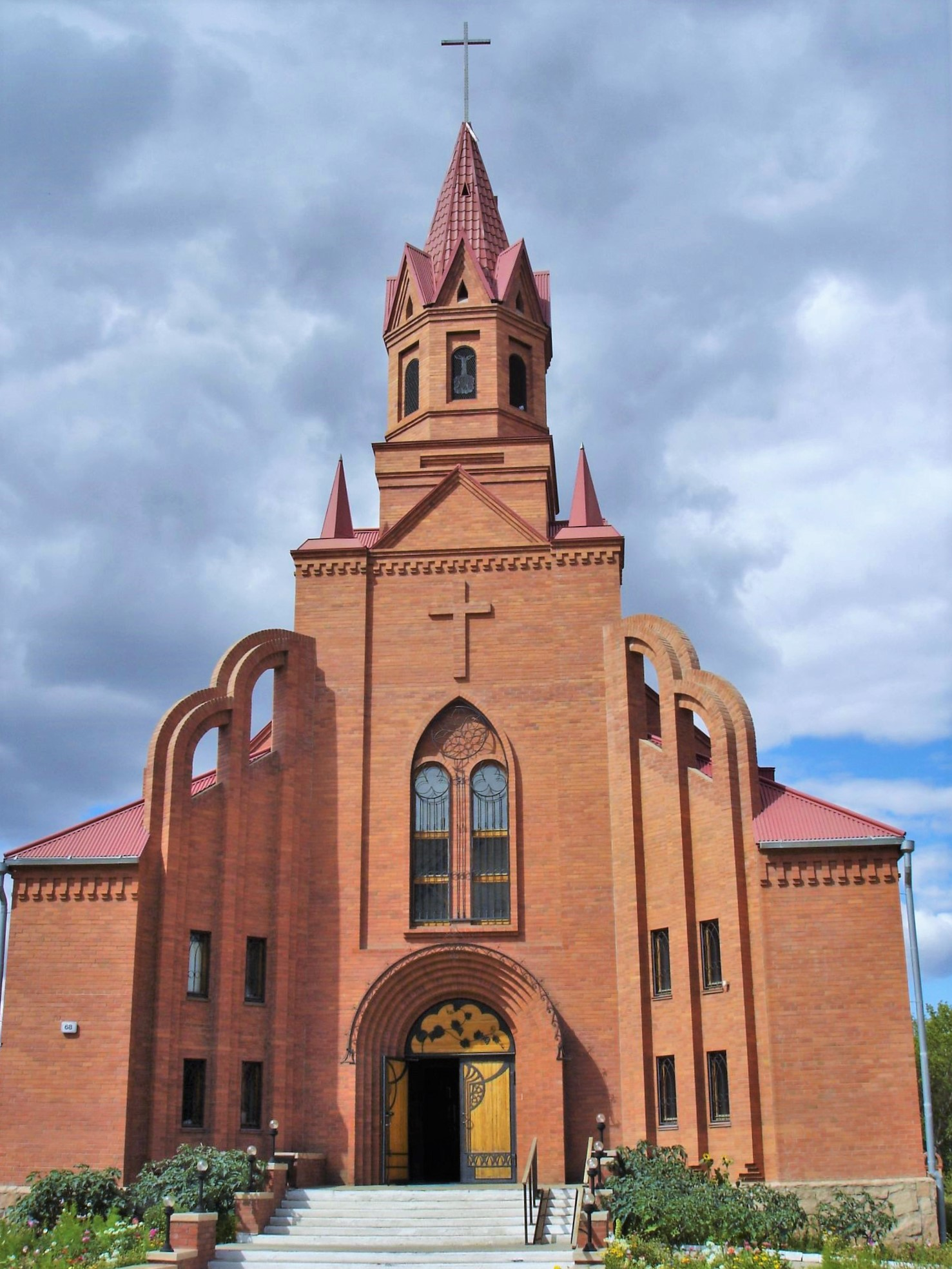
カトリック教会
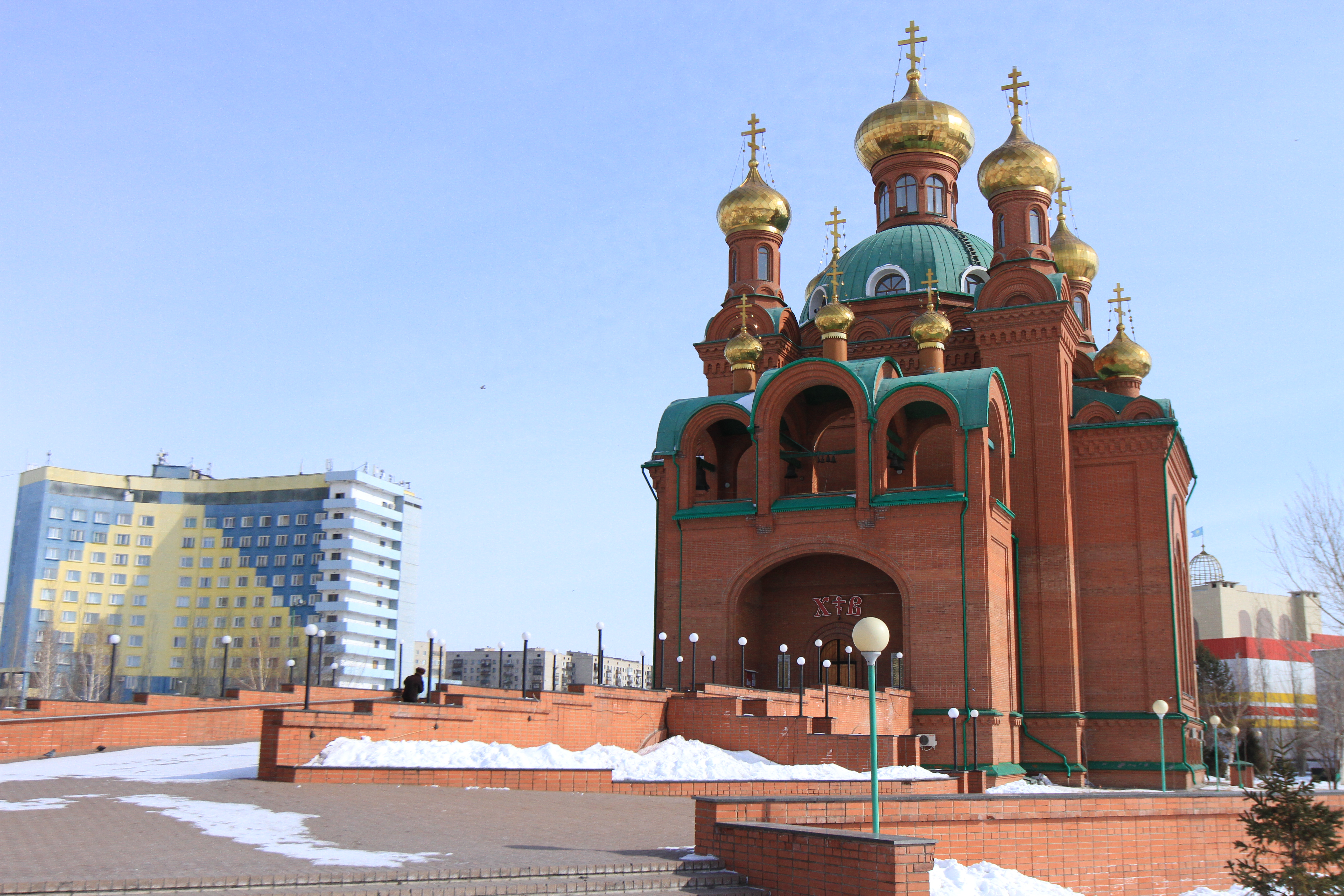
生神女福音大聖堂